# Передувание
Передувание — извлечение звуков натурального звукоряда на духовых музыкальных инструментах, достигаемое изменением амбушюра и скорости подачи воздушной струи. Натуральный звукоряд состоит из гармоник. Основной извлекаемый тон называется первой гармоникой. Передуванием получают гармоники выше основного тона. Вторая и последующие гармоники образуются делением воздушного столба на равные части (2, 3, 4 и т. д.).
Возможность извлечения и количество получаемых гармоник зависит от формы и размеров канала инструмента, и от мастерства исполнителя.
Передуванием также называют приём игры на губных гармониках системы Рихтера, в результате которого изменяется основная частота колебания язычков.

## Описание
На оркестровых лабиальных (флейтовых) и язычковых инструментах, из-за небольшой длины канала, обычно извлекается не более четырёх первых гармоник. На современной флейте, фаготе и гобое возможно получение гармоник 2 и 4 (октавные передувания). На кларнете — гармоники 3 (квинтовое передувание) и 5. На фаготах, гобоях и кларнетах есть специальный клапан для облегчения передувания.
При игре на амбушюрных (медных и других) инструментах передувание осуществляется изменением частоты вибрации губ исполнителя и является основным способом получения звуков. До появления вентилей игра на таких инструментах была возможна только при помощи передувания. Несмотря на то, что по утверждению БРЭ максимально достижимая гармоника — 16-я, на самом деле в музыке И. С. Баха от трубача нередко требуется передувать 18-ю, а в финале 31-й кантаты — и 20-ю гармоники, а для одного выдающегося австрийского виртуоза середины XVIII века И. М. Гайдн и Г. Рейттер-мл. написали два концерта и с 24-й гармоникой.